# Swedish Body Armour
Swedish Body Armour Group AB är ett företag som tillverkar personslig skyddsutrustning, med huvudkontor och fabrik i Upplands Väsby norr om Stockholm. Företaget levererar produkter bland annat till Rikspolisstyrelsen och den danska motsvarigheten Rigspolitiet. Man bedriver design, utveckling och produktion av produkter som skyddar mot slag, skott och splitter, samt mot knivsnitt och knivstick. I vissa produkter används keramiska kompositmaterial som ger skydd mot sprängkrafter och militär gevärsammunition. Verksamheten startade 1991 under namnet UP NORTH. Det nuvarande namnet antogs 1994.